# نایژه‌آوایی
به صوت‌های کلامی که با انتقال از راه نایژه‌ها با گوشی پزشکی شنیده شود، نایژه‌آوایی یا برونکوفونی (انگلیسی: Bronchophony) می‌گویند.
نایژه‌آوایی هنگام سمع ریه‌ها با گوشی وقتی فرد معاینه‌شونده سخن بگوید، شنیده می‌شود و علت آن انتقال صوت تولید شده در حنجره از بافت متراکم ریه یا از روی قشر نازک مایع جنبی به جدار قفسه سینه است.